# Wysoka (Góry Izerskie)
Wysoka (niem. Hoheberg, 816 m n.p.m.) –  wzniesienie w południowo-zachodniej Polsce, w Sudetach Zachodnich, w Górach Izerskich.
Wzniesienie w zachodniej części Grzbietu Kamienickiego Gór Izerskich. Wyrasta pomiędzy Sępią Górą na zachodzie a Dłużcem na wschodzie. Wraz z Dłużcem tworzy wydłużony, wąski grzbiet o równoleżnikowym przebiegu. Na zachód od szczytu Dłużca, odchodzi ku południowi boczne ramię z Jastrzębcem, a ku północy ramię z Blizborem i Kuflem oraz drugie z Barwną Górą i Stożkiem.
Zbudowane ze skał metamorficznych – gnejsów i granitognejsów, należących do bloku karkonosko-izerskiego, a ściślej jego północno-zachodniej części - metamorfiku izerskiego.
Cały masyw jest zalesiony.

## Turystyka
Poniżej szczytu, południowym zboczem prowadzi szlak turystyczny:
- niebieski - szlak z Świeradowa przez Sępią Górę na Rozdroże Izerskie, Jastrzębiec, Zimną Przełęcz, Bobrowe Skały, do Rybnicy i dalej